# Jürgen Borchhardt
Jürgen Borchhardt, mit vollem Namen Jürgen Borchhardt Freiherr Bernewitz (* 25. Februar 1936 in Sprottau, Niederschlesien; † 26. Juli 2021 in Wien) war ein deutscher Klassischer Archäologe.

## Leben und Wirken
Jürgen Borchhardt gehörte zum Adelsgeschlecht Bernewitz. Nach dem Abitur 1958 an der Humboldtschule Hannover studierte er an der Universität Heidelberg und der FU Berlin Klassische Archäologie, Ur- und Frühgeschichte und Alte Geschichte. In Heidelberg wurde er 1963 bei Roland Hampe mit der Dissertation  Homerische Helme: Helmformen der Ägäis in ihren Beziehungen zu orientalischen und europäischen Helmen in der Bronze- und frühen Eisenzeit promoviert. 1963/64 erhielt er das Reisestipendium des Deutschen Archäologischen Instituts. In den Jahren 1965 bis 1968 führte er im Auftrag der Deutschen Forschungsgemeinschaft Untersuchungen in der lykischen Stadt Myra durch. Sein Interesse an Lykien bestand seit dieser Zeit fort, mit dem Schwerpunkt auf Limyra, wo er ab 1969 immer wieder gearbeitet hat, auch über die Entwicklung der Stätte bis in die römische Kaiserzeit. Hervorzuheben sind besonders die Erforschung des sogenannten Heroons von Limyra und des Kenotaphs des Gaius Caesar. Auf die Erforschung Lykiens legte er auch den Schwerpunkt seiner Veröffentlichungen.
Nach der Tätigkeit als Assistent und Referent für Klassische Archäologie an der Abteilung Istanbul des Deutschen Archäologischen Instituts (DAI) von 1966 bis 1970 habilitierte er sich 1973 mit einer Arbeit über die Bauskulptur des Heroons von Limyra an der Universität Frankfurt am Main bei Gerhard Kleiner. 1979 wurde er dort Professor für Klassische Archäologie. Von 1982 bis zu seiner Pensionierung 2001 lehrte er als ordentlicher Universitätsprofessor an der Universität Wien. Borchhardt war Mitglied des DAI und des Österreichischen Archäologischen Instituts sowie korrespondierendes Mitglied der Philosophisch-Historischen Klasse der Österreichischen Akademie der Wissenschaften.
Er starb im Juli 2021 im Alter von 85 Jahren in Wien. Er war in erster Ehe mit der Archäologin Heide Borchhardt verheiratet, in zweiter Ehe mit der Kunsthistorikerin, Journalistin und Ausstellungskuratorin Brigitte Borchhardt-Birbaumer (* 1955).

## Schriften (Auswahl)
Monographien
- Homerische Helme. Helmformen der Ägäis in ihren Beziehungen zu orientalischen und europäischen Helmen in der Bronze- und frühen Eisenzeit. Philipp von Zabern, Mainz 1972 (zugleich Dissertation, Universität Heidelberg 1963).
- Die Bauskulptur des Heroons von Limyra. Das Grabmal des lykischen Königs Perikles (= Istanbuler Forschungen. Bd. 32). Gebr. Mann, Berlin 1976, ISBN 3-7861-2237-7 (zugleich Habilitationsschrift, Universität Frankfurt am Main 1972/1973).
- Die Steine von Zẽmuri. Archäologische Forschungen an den verborgenen Wassern von Limyra. Phoibos-Verlag, Wien 1993, ISBN 3-901232-01-X.
- Der Fries vom Kenotaph für Gaius Caesar in Limyra (= Forschungen in Limyra. Bd. 2). Phoibos-Verlag, Wien 2002, ISBN 3-901232-25-7.
- mit Heiner Eichner und Klaus Schulz: Kerththi oder der Versuch, eine antike Siedlung der Klassik in Zentrallykien zu identifizieren (= Adalya. Ekyayın dizisi = Supplementary Series. Bd. 3). Suna-İnan Kıraç Akdeniz Medeniyetleri Araştırma Enstitüsü u. a., Antalya 2005, ISBN 975-7078-26-3.
- mit Anastasia Pekridou-Gorecki: Limyra. Studien zu Kunst und Epigraphik in den Nekropolen der Antike (= Forschungen in Limyra. Bd. 5). Phoibos-Verlag, Wien 2012, ISBN 978-3-85161-062-8.
- mit Erika Bleibtreu: Strukturen lykischer Residenzstädte im Vergleich zu älteren Städten des Vorderen Orients = Lykia'daki yönetsel Merkezi kentlerin ön asya'nın erken kentleri ile karşılaştırılması (Özet) (= Adalya. Ekyayın dizisi = Supplementary Series. Bd. 12). Suna-İnan Kıraç Akdeniz Medeniyetleri Araştırma Enstitüsü, Antalya 2013, ISBN 978-605-4018-18-5.
- Der Zorn Poseidons und die Irrfahrten des Odysseus. Phoibos-Verlag, Wien 2014, ISBN 978-3-85161-077-2.
- Das Mithräum in Antiocheia am Orontes. Phoibos-Verlag, Wien 2020, ISBN 978-3-85161-224-0.

Herausgeberschaften
- Myra. Eine lykische Metropole in antiker und byzantinischer Zeit (= Istanbuler Forschungen. Bd. 30). Gebr. Mann, Berlin 1975, ISBN 3-7861-2209-1.